# 京都府道670号久美浜停車場線
京都府道670号久美浜停車場線（きょうとふどう670ごう くみはまていしゃじょうせん）は、京都府京丹後市を通る一般府道である。

## 概要
京丹後市久美浜町の北近畿タンゴ鉄道宮津線 久美浜駅から国道178号に至る。
旧久美浜町の中心部を通過する路線で、沿線には旧久美浜町役場であった京丹後市役所久美浜庁舎がある。総延長の短さもさることながら、そのほとんどが重複しているため、単独区間は100 mに及ばない。

### 路線データ
- 起点：京都府京丹後市久美浜町（北近畿タンゴ鉄道宮津線 久美浜駅前）
- 終点：京都府京丹後市久美浜町（栄町交差点、国道178号交点、京都府道・兵庫県道122号久美浜気比線起点）
- 総延長：0.4114 km

## 路線状況

### 重複区間
- 京都府道・兵庫県道122号久美浜気比線（京丹後市久美浜町・久美浜駅前交差点 - 京丹後市久美浜町・栄町交差点（終点））

## 地理

### 通過する自治体
- 京丹後市

### 交差する道路
| 交差する道路                                                              | 交差する場所 | 交差する場所      |
| ------------------------------------------------------------------------- | ------------ | ----------------- |
| 京都府道・兵庫県道122号久美浜気比線 重複区間起点                          | 久美浜町     | 久美浜駅前交差点  |
| 国道178号 国道312号 重複 京都府道・兵庫県道122号久美浜気比線 重複区間終点 | 久美浜町     | 栄町交差点 / 終点 |

### 交差する鉄道
- 北近畿タンゴ鉄道宮津線

### 沿線
- 北近畿タンゴ鉄道宮津線 久美浜駅
- 京丹後市役所久美浜庁舎
- 京丹後市立久美浜中学校
- 京丹後警察署 久美浜交番